# Китайська міфологія

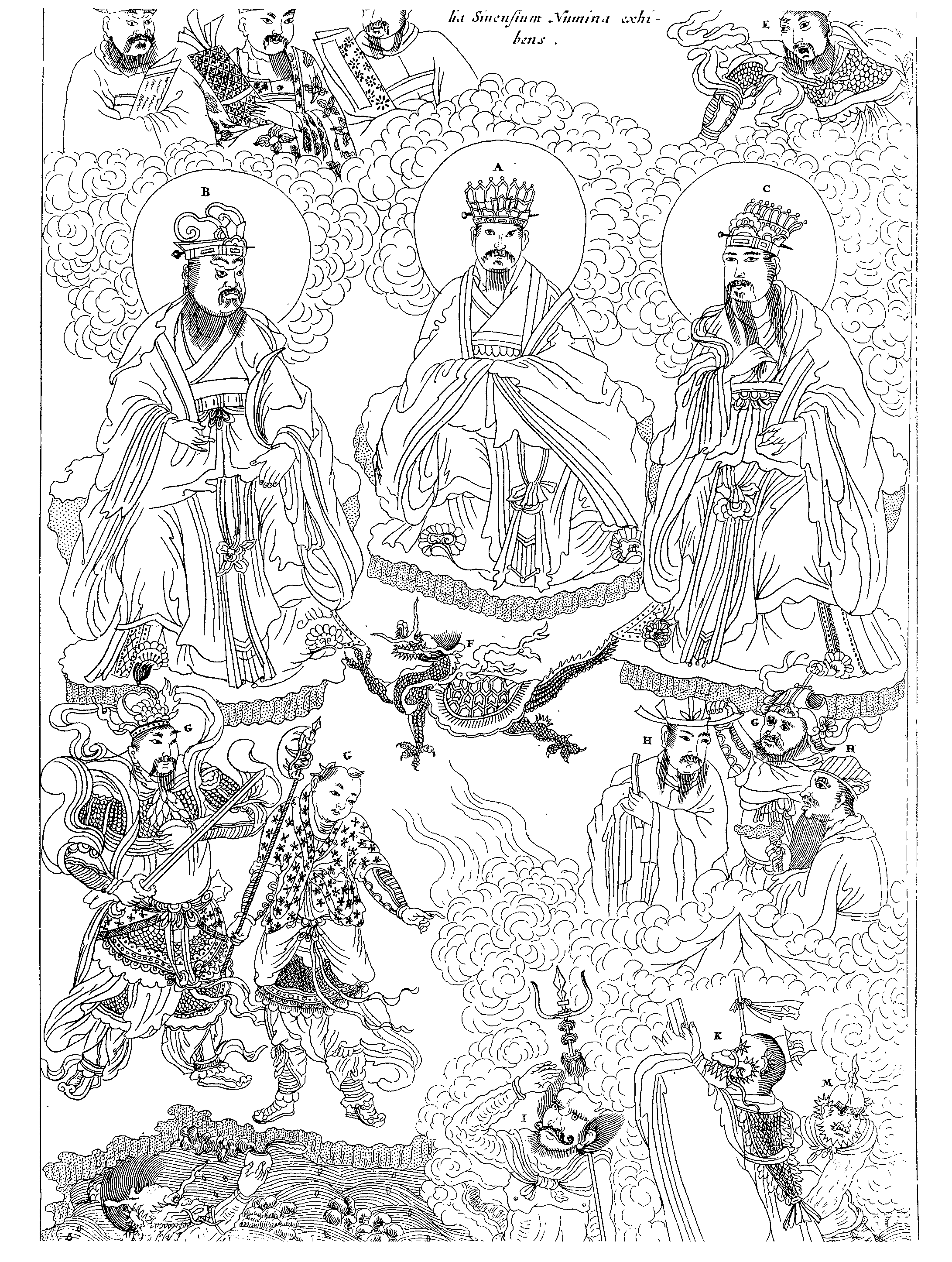
Боги Китаю, китайська гравюра, передрукована Атанасіусом Кірхером 1667 року

Китайська міфологія — сукупність древньокитайської, даоської, буддійської та пізньої народної міфологічних систем.

## Характерні риси
1). Фрагментарність. Міфи Китаю — сплав неоднорідних географічно, етнічно й хронологічно матеріалів.
2). Історизація міфологічних персонажів, які під впливом раціоналістичного конфуціанського світогляду почали трактуватися як реальні діячі древності. Цей процес почався при правлінні династії Хань (206 р. до н. е. — 220 р. н. е.). Таким чином міфологія стала частиною традиційної історії Китаю. Древні міфи важко відокремити від історичних нашарувань.
3). Китайська міфологія й філософія приділяють більше уваги людським відносинам, а не походженню світу.
Героями китайських міфів виступають правителі, чиновники. Божества визначалися словом «ді», що означає «імператор», хоча в часи, коли ці міфи створювалися, подібної ієрархії бути не могло.

## Древньокитайська міфологія

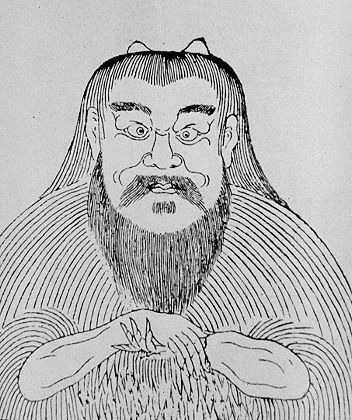
Пань-Гу

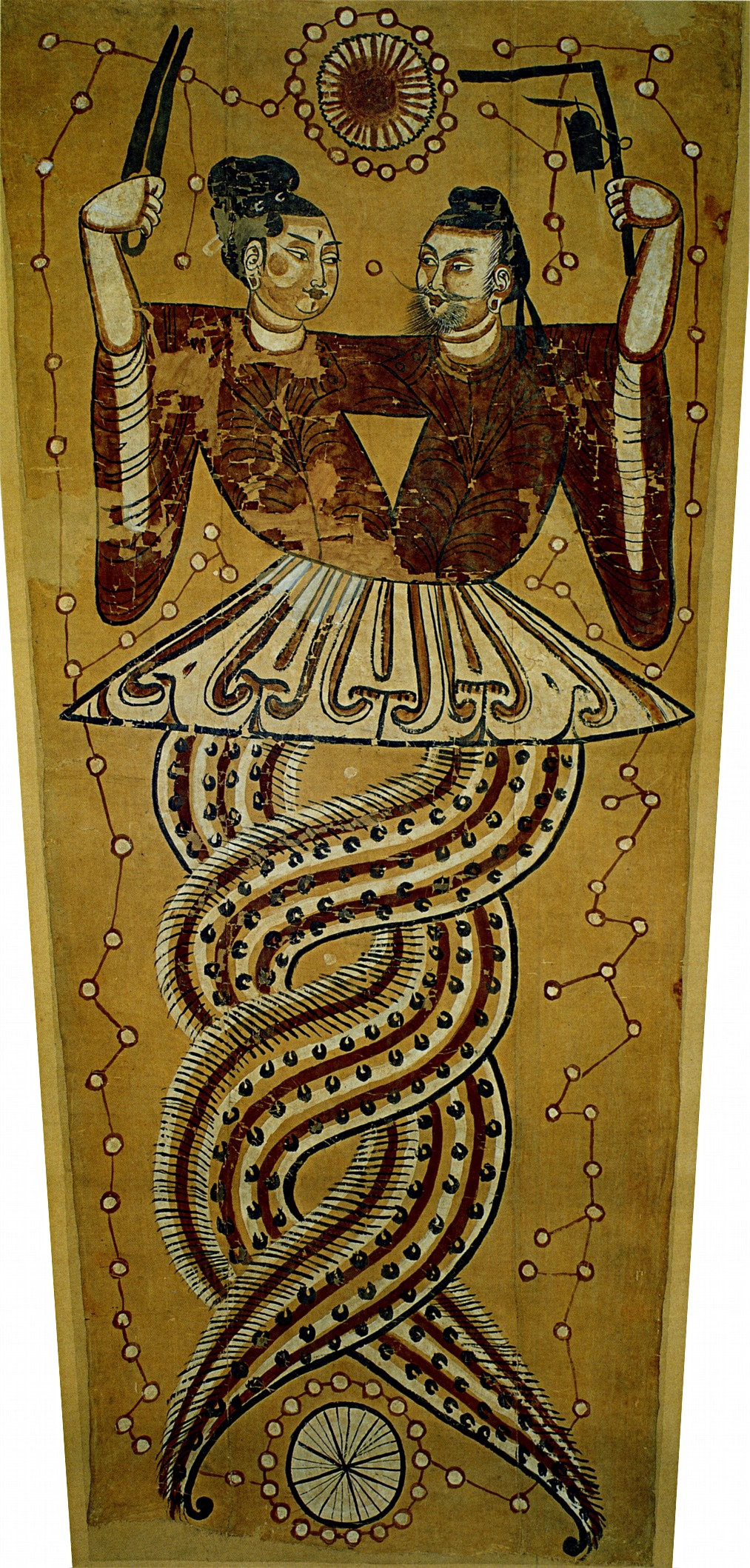
Нюйва й Фусі